# Camisia tryphosa
Camisia tryphosa är en kvalsterart som beskrevs av Matthew J. Colloff 1993. Camisia tryphosa ingår i släktet Camisia och familjen Camisiidae. Inga underarter finns listade.